# Destrucción aqueménida de Atenas
La destrucción aqueménida de Atenas fue realizada por el ejército aqueménida de Jerjes I durante la segunda invasión persa de Grecia a la ciudad de Atenas. Destruida por el ejército persa en dos ocasiones, la primera dirigida por Jerjes I en el 480 a. C. y la segunda dirigida por Mardonio en el 479 a. C. Luego de la batalla de Platea los atenienses reconstruyeron primero los muros y; después de la paz de Calias, la Acrópolis.

## Primera fase: Jerjes I (480a.C.)

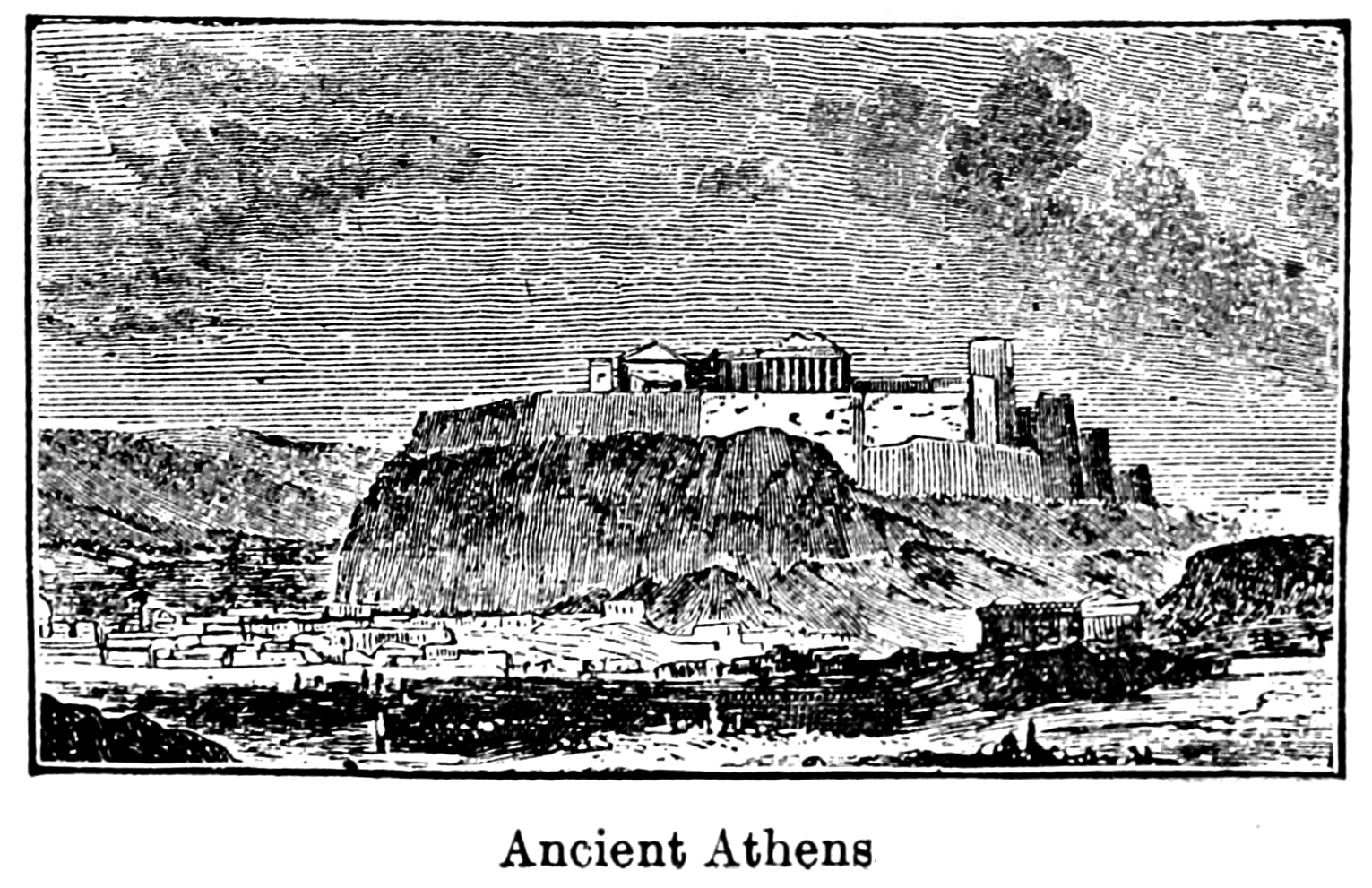
"La ciudadela de Atenas" en el tiempos de Jerjes (reconstrucción del 1900).

En 480 a. C., después de la victoria de Jerjes I en la Batalla de las Termópilas, Beocia se hallaba desprotegida ante el ejército aqueménida. Las dos ciudades que resistieron a Jerjes: Tespias y Platea, fueron capturadas y arrasadas. La región del Ática quedó desprotegida ante la invasión. La población de Atenas fue evacuada, con la ayuda de la flota aliada, a Salamina. Los Aliados del Peloponeso prepararon una línea defensiva a través del Istmo de Corinto, construyendo un muro y demoliendo el camino de Mégara, abandonando Atenas a los persas.
Atenas cayó en septiembre de 480 a. C. El pequeño número de atenienses que se habían atrincherado en la Acrópolis fue derrotado, y Jerjes ordenó que se incendiara Atenas. La Acrópolis fue arrasada, y el Antiguo Templo de Atenea y el Hecatompedón (antiguo Partenón) destruido.
```

```

Cuando vieron los atenienses a los bárbaros subidos a la plaza, echándose los unos cabeza abajo desde los muros, perecieron despeñados, y los otros se refugiaron al templo de Atenea. La primera diligencia de los persas al acabar de subir, fue encaminarse hacia la puerta del templo, y abierta pasar a cuchillo a todos aquellos refugiados. Degollados todos y tendidos, saquearon el templo y entregaron a las llamas la ciudadela entera.
Heródoto VIII.53

## "Perserschutt" o "Escombros persas"
Se han encontrado numerosos restos de estatuas destrozadas por los aqueménidas, conocidos colectivamente como "Perserschutt" o "Escombros persas": 

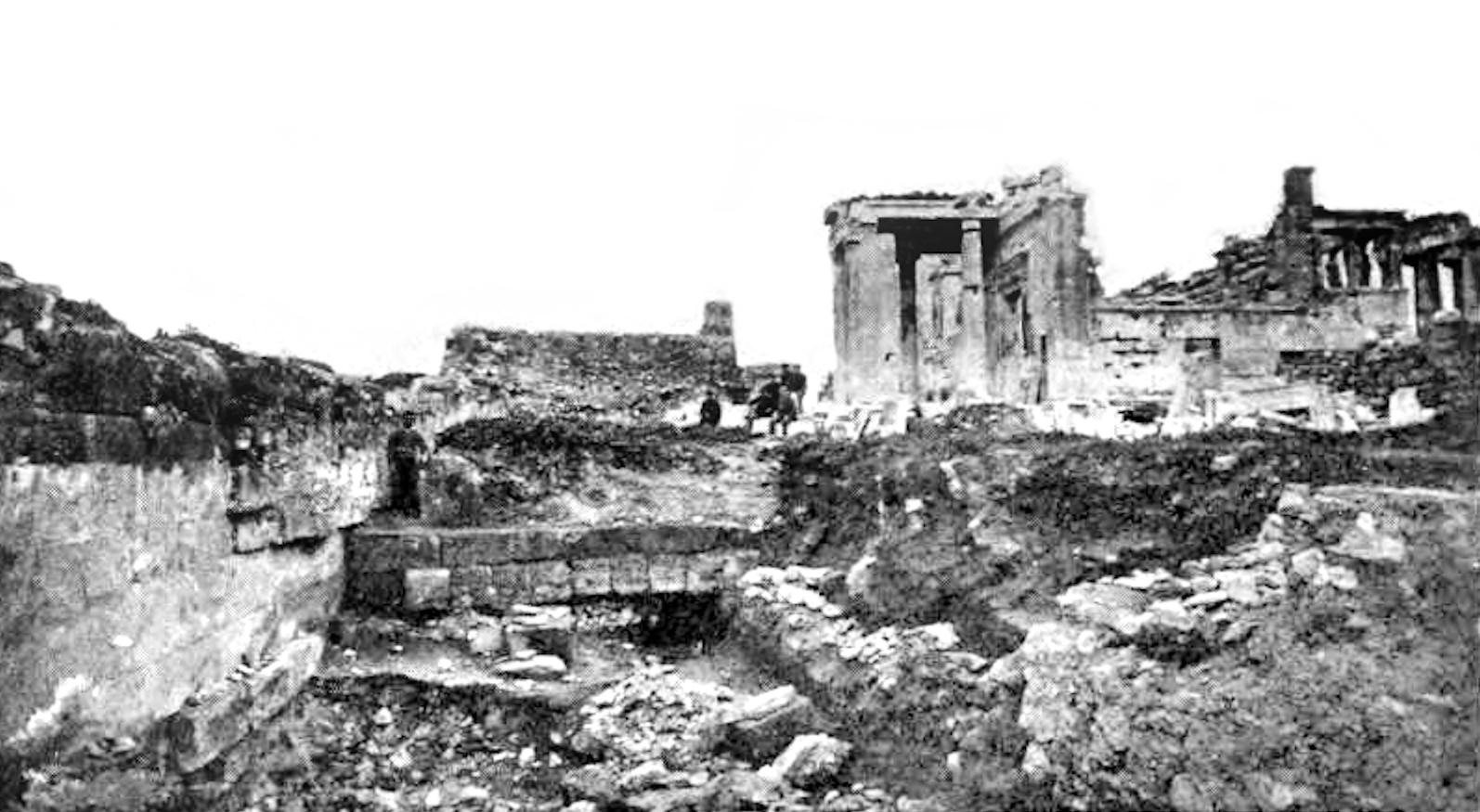
Excavación de la Acrópolis donde se encontraron restos de estatuas arcaicas, al noroeste del Erecteo.
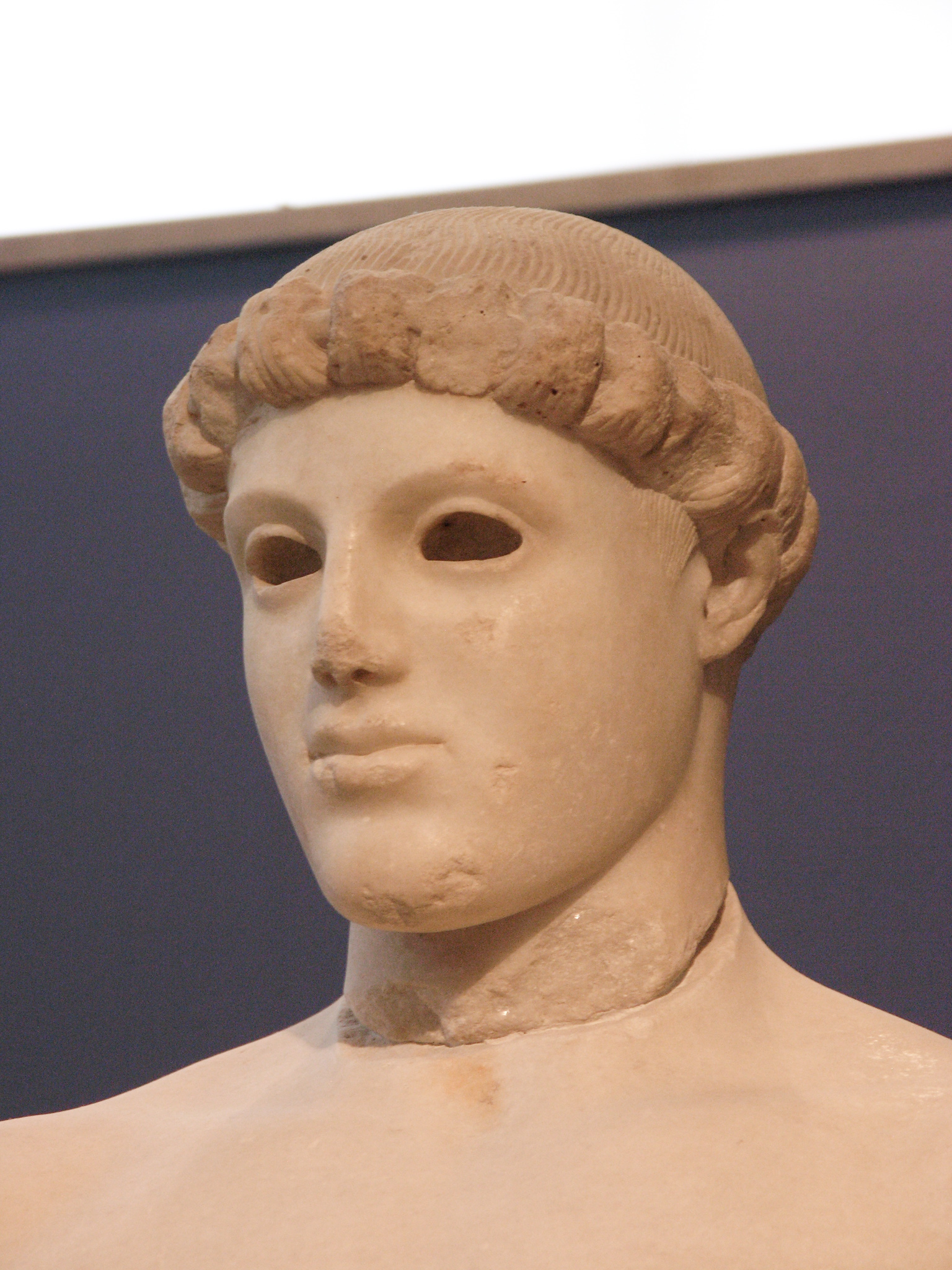
El efebo de Critio decapitado durante la destrucción.
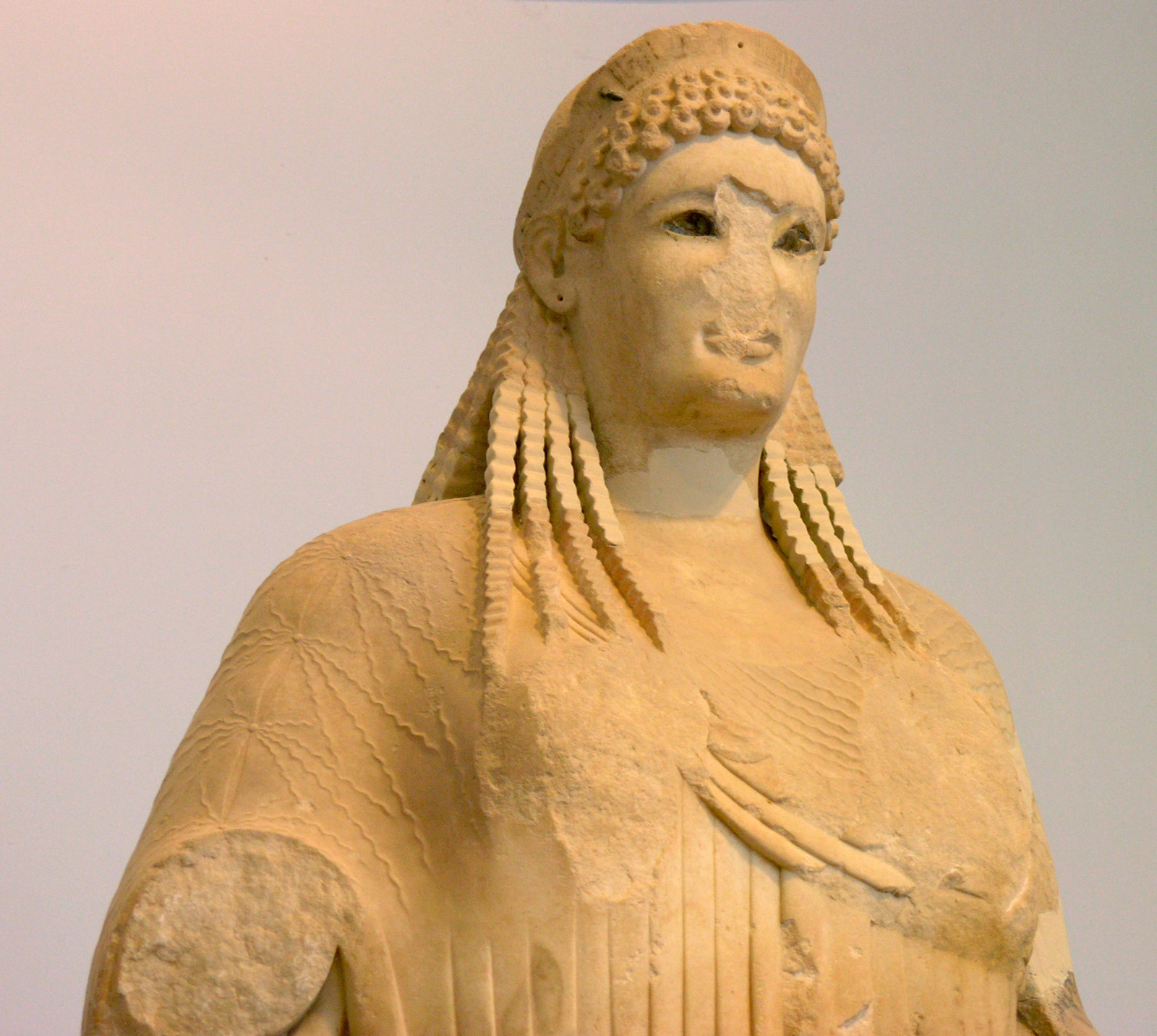
La kore de Antenor.
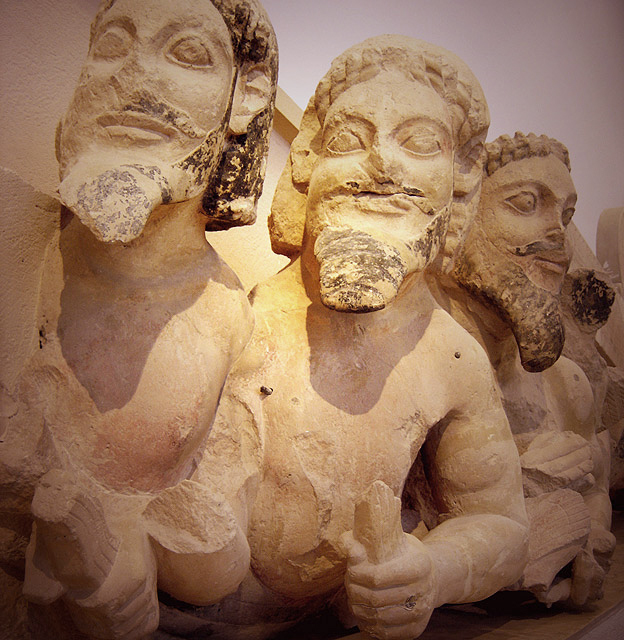
Parte del frontón del Hecatompedón dañado.
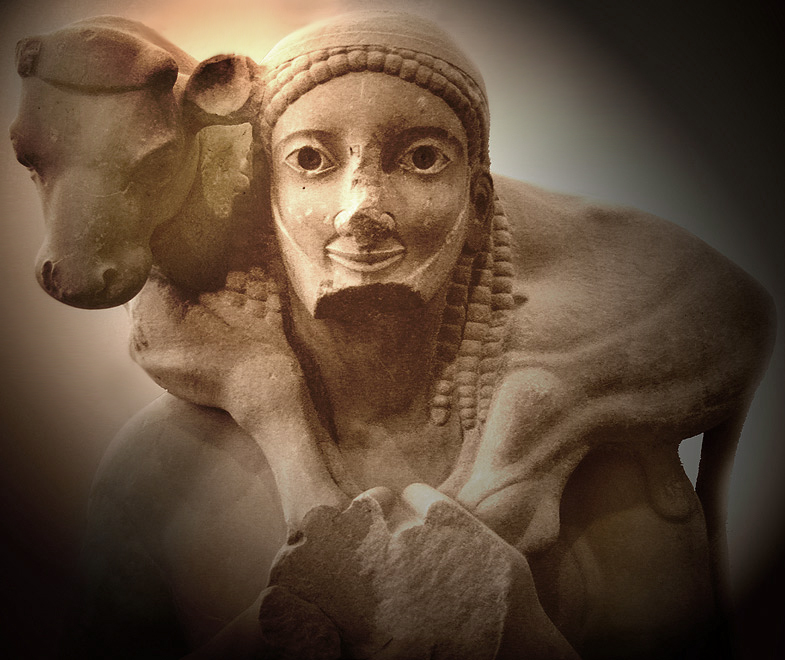
El Moscóforo dañados.
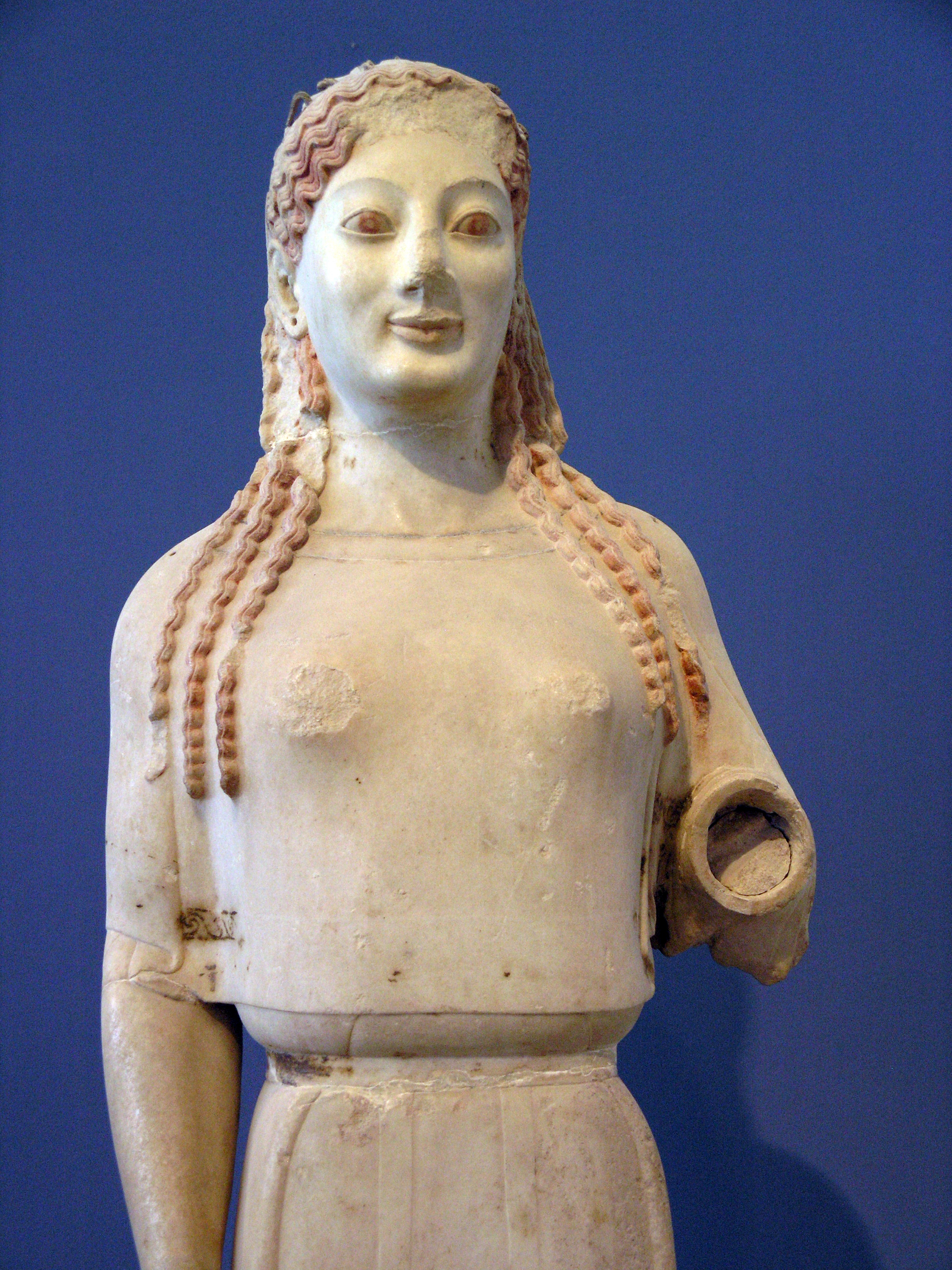
Kore del Peplo.
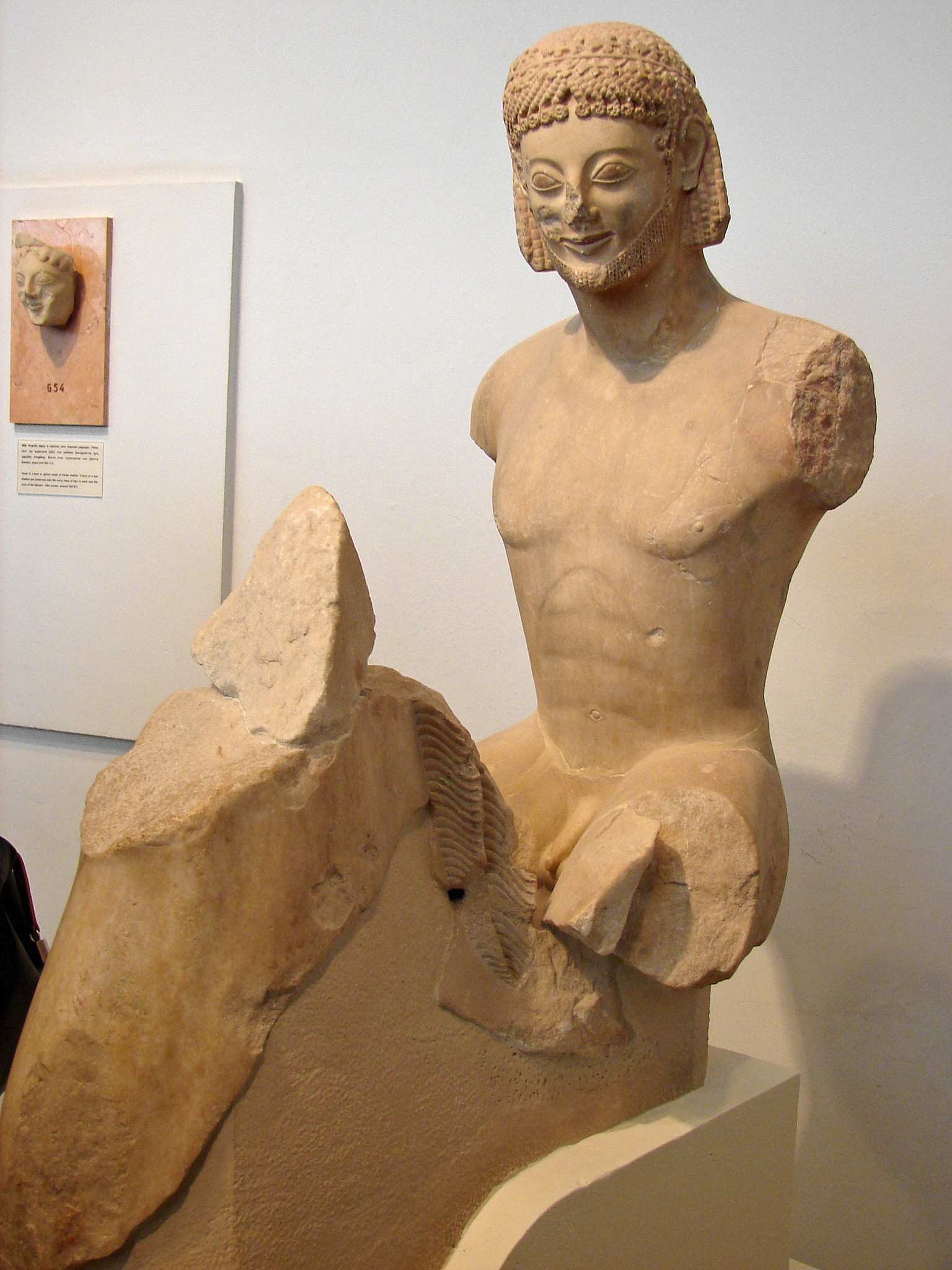
El Jinete Rampin dañado.
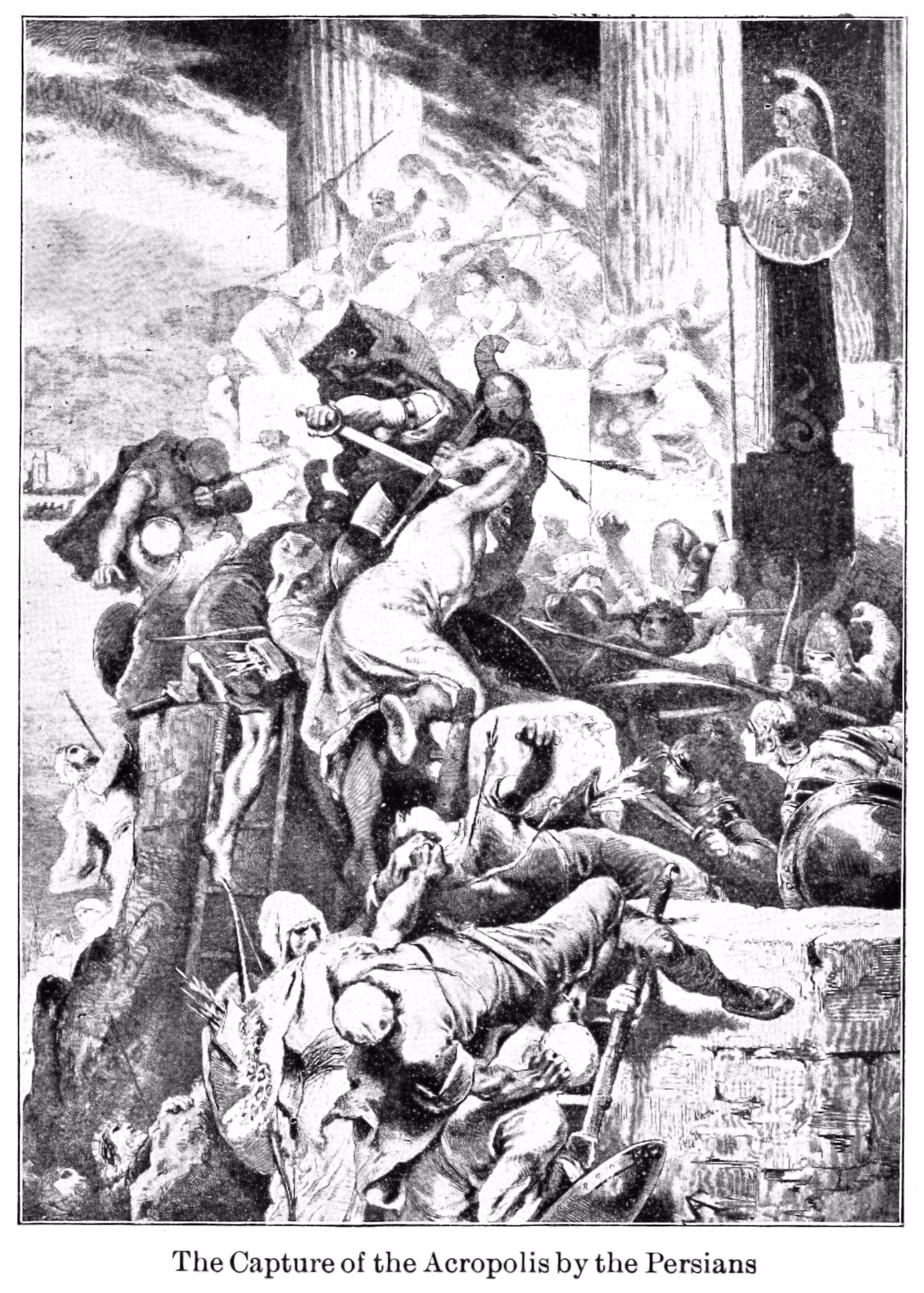
La captura de la Acrópolis por los persas.

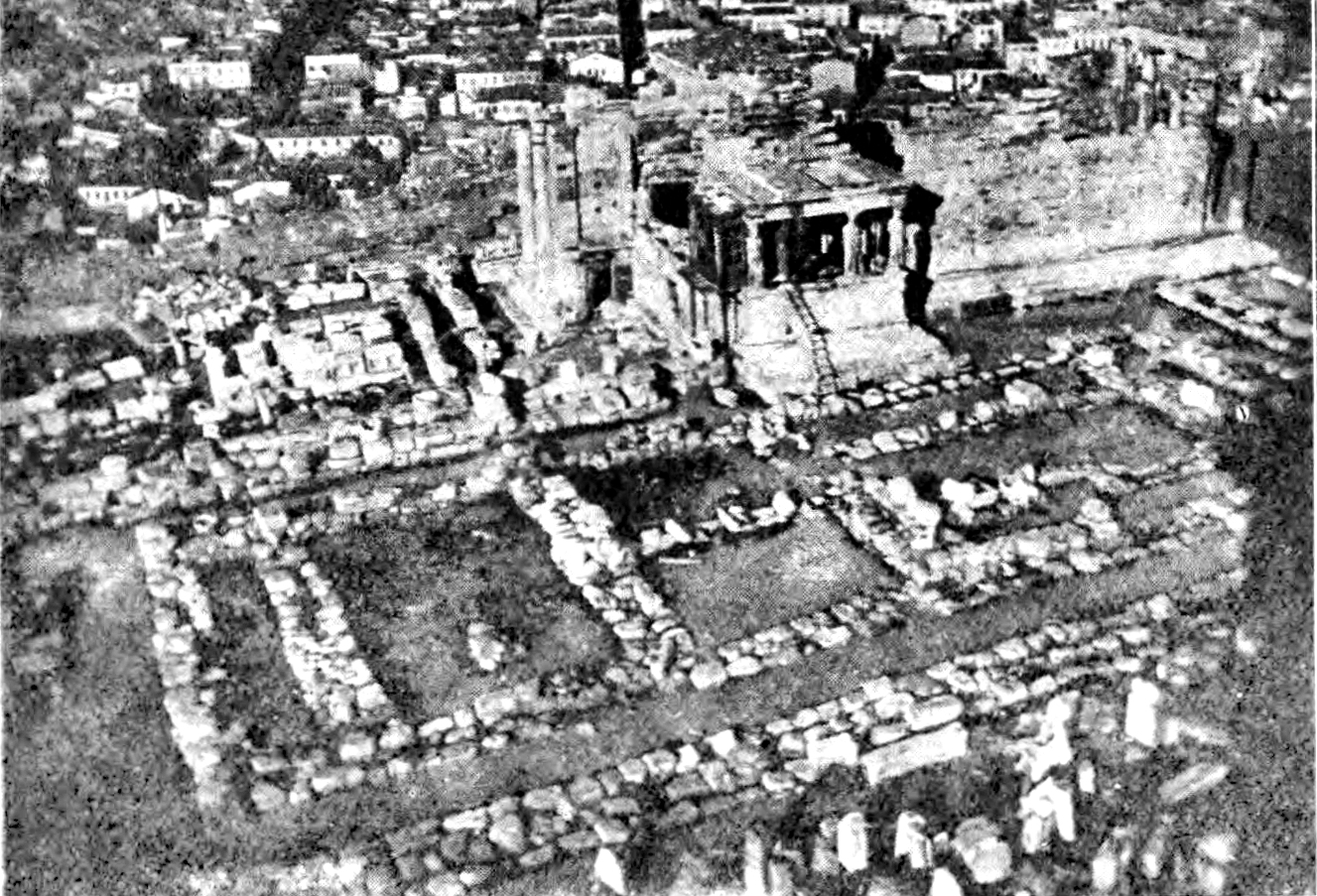
Cimientos del antiguo templo de Atenea, destruido por los ejércitos de Jerjes I.

La Victoria de Calímaco estaba junto al Partenón antiguo en honor de Calímaco y la victoria conseguida en la Batalla de Maratón, fue severamente dañada por los aqueménidas. La estatua representa a Nike (Victoria), en forma de mujer con alas, encima de una columna inscrita. Su altura era de 4,68 metros. Realizada en mármol de Paros. La cabeza de la estatua, partes del torso y las manos no han sido recuperadas. 
Jerjes se llevó parte de las estatuas, como la estatua de bronce de Harmodio y Aristogitón, "los tiranicidas". Alejandro Magno la recuperaría de Susa, la capital aqueménida, dos siglos después.
En septiembre, se libró la batalla de Salamina, donde Jerjes perdió gran parte de su flota ante los griegos. Perdida la superioridad naval persa, Jerjes temía que los griegos navegaran al Helesponto y destruyeran los puentes de pontones. Según Heródoto, Mardonio se ofreció para permanecer en Grecia continental y completar la conquista con un grupo de tropas cuidadosamente seleccionadas, mientras aconsejaba a Jerjes retirarse a Asia con la mayor parte del ejército. Las fuerzas persas abandonaron Ática, con Mardonio pasando el invierno en Beocia y Tesalia.
Algunos atenienses regresaron a su ciudad quemada durante el invierno. Tendrían que evacuar nuevamente frente al avance de Mardonio en junio de 479 a. C.

## Segunda fase: Mardonio (479a.C.)
Mardonio pasó el invierno con el resto de las tropas aqueménidas en Beocia y Tesalia. Seleccionó algunas de las mejores tropas, especialmente los Inmortales, los medos, los sacas, los bactrianos y los hindúes. Heródoto describió la composición de las principales tropas de Mardonio:

(…) lo mejor sería invernar en Tesalia, y a la primavera siguiente invadir el Peloponeso. Llegados a Tesalia, las primeras tropas que para sí escogió Mardonio fueron todos aquellos persas que llamaban los Inmortales, a excepción de su general Hidarnes, que se negó a dejar al rey. De entre los otros persas escogió asimismo a los coraceros y aquel regimiento de los mil caballos. Tomó asimismo para sí a los medos, los sacas, los bactrianos y los indios, tanto los de a pie como los de a caballo. Habiéndose quedado con todas estas naciones, iba entresacando de entre los demás aliados unos pocos, los mejor plantados que veía, y aquellos también de quienes sabía haberse portado bien en alguna función. (…) En fin, la suma de las tropas subía a 300 000 entre peones y jinetes.
Heródoto VIII, 113.

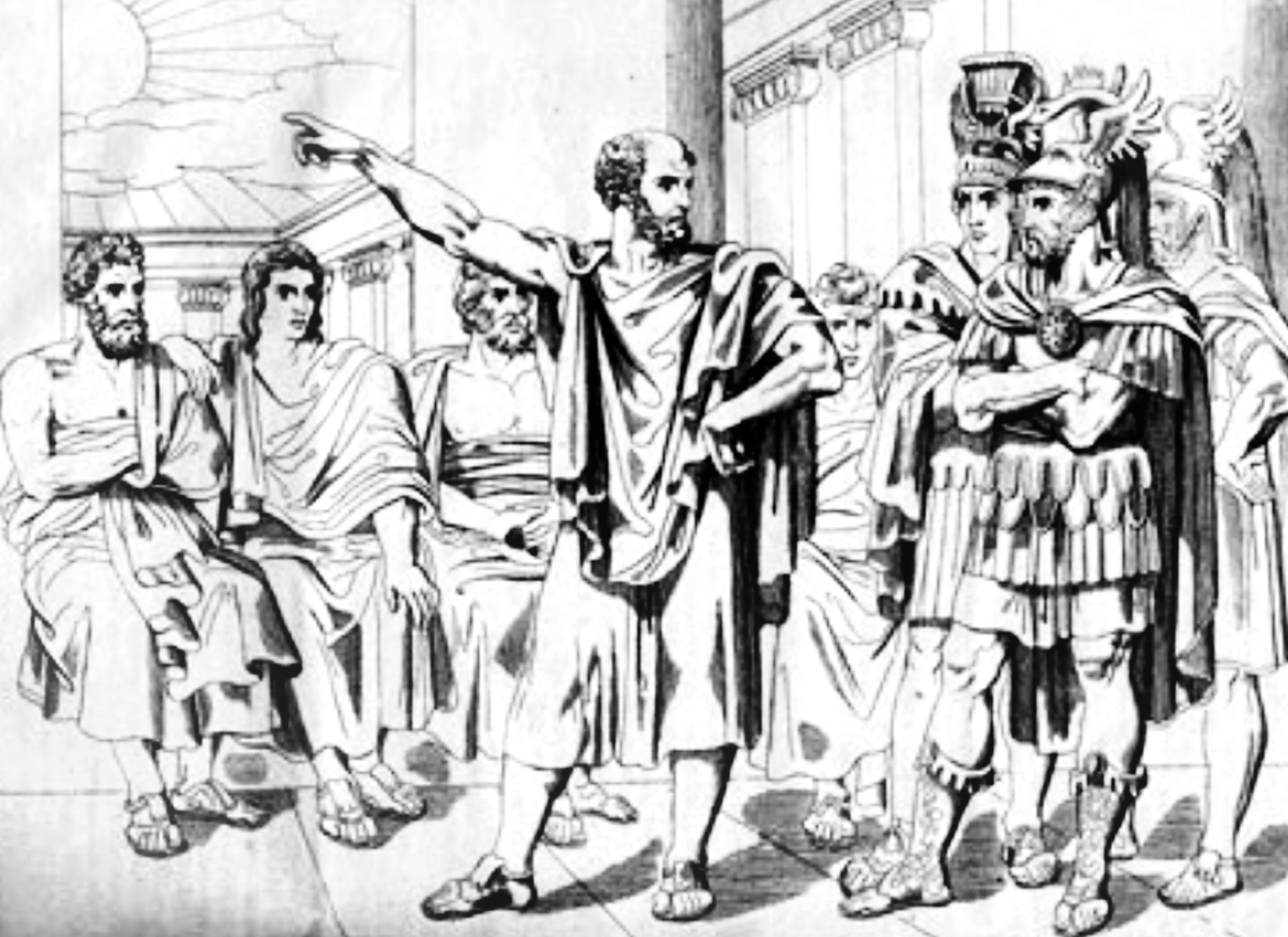
Respuesta de Arístides a los embajadores de Mardonio.

 : " “Mientras este astro ande su carrera, harán los Atenienses la guerra a los Persas, por sus campos asolados y por sus templos profanados y entregados a las llamas.” 
Mardonio permaneció en Tesalia, sabiendo que atacar al istmo no sería efectivo, mientras que los griegos se negaban a enviar un ejército fuera del Peloponeso.
Mardonio intentó romper el estancamiento, ofreciendo paz, autogobierno y expansión territorial a los atenienses (con el objetivo de eliminar su flota de las fuerzas aliadas), utilizando a Alejandro I de Macedonia como intermediario. Los atenienses se aseguraron de que una delegación espartana estuviera disponible para escuchar la oferta. La rechazaron. Atenas fue así evacuada nuevamente, y los persas marcharon hacia el sur y volvieron a tomar posesión de ella.
Mardonio destruyó Atenas de forma más profunda, a tal nivel que algunos autores consideraron que la ciudad fue arrasada durante esta segunda fase.

Al salir de Atenas dio orden de arrasar la ciudad, y dar en el suelo con todo lo restante, ora fuese algún lienzo de muralla que hubiera quedado antes en pie, ora pared desmoronada de alguna casa, ora fragmento o ruina de algún templo. Dos motivos en particular le persuadían la retirada: uno por ver que el Ática no era a propósito para que maniobrara allí la caballería; otro el entender que, vencido una vez en campo de batalla, no le quedaría otro escape que por unos pasos tan estrechos, que un puñado de gente pudiera impedírselo.
Herodotus IX.13

## Reconstrucción

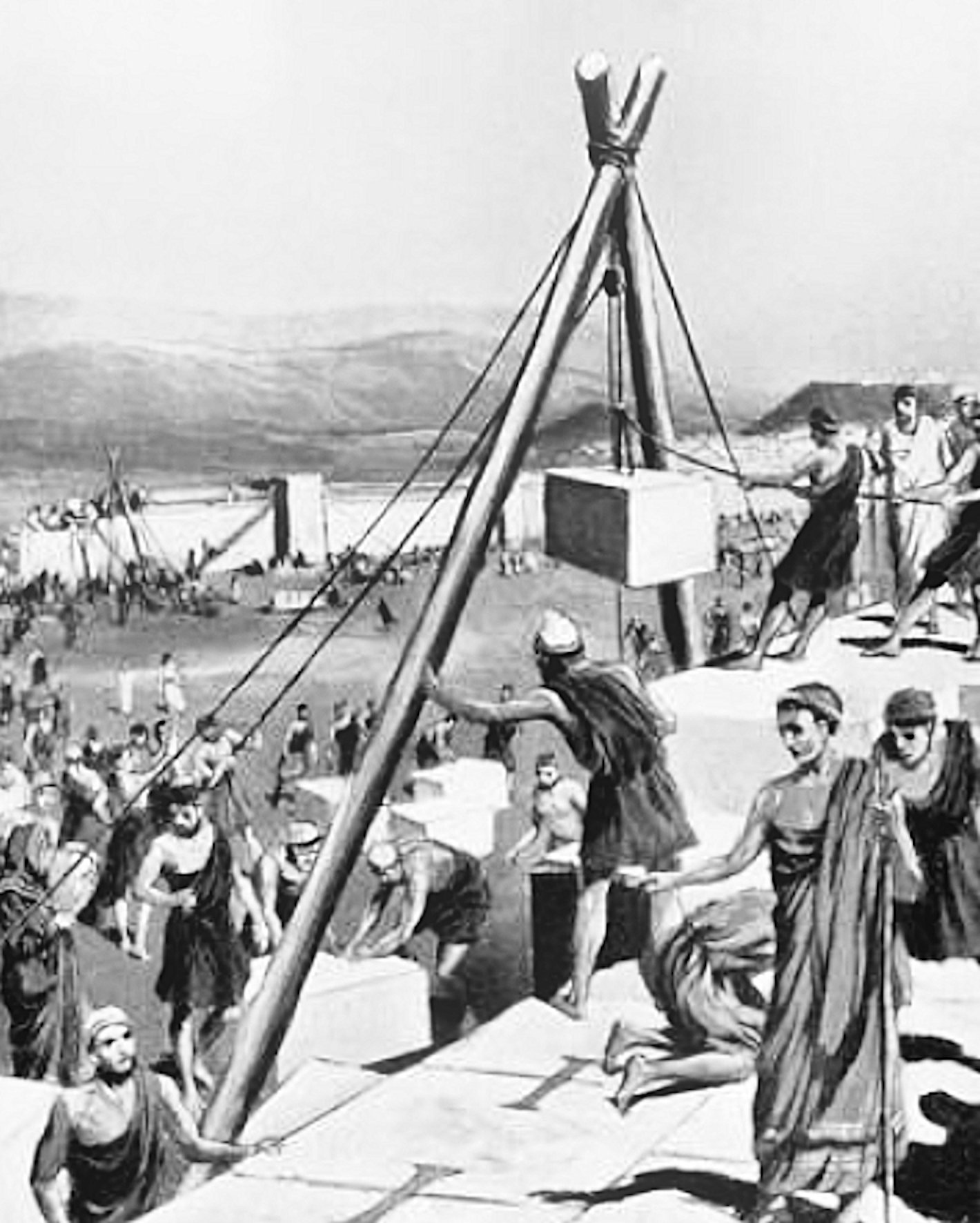
Atenienses reconstruyendo su ciudad dirigidos por Temístocles.

Los aqueménidas fueron derrotados decisivamente en la batalla de Platea y los griegos pudieron recuperar Atenas. Tuvieron que reconstruir todo, incluido un nuevo Partenón en la Acrópolis. Estos esfuerzos de reconstrucción fueron dirigidos por Temístocles en el otoño de 479 a. C., que reutilizó los restos del Partenón antiguo y el Antiguo templo de Atenea para reforzar los muros de la Acrópolis, que todavía son visibles hoy en el Muro Norte de la Acrópolis. Probablemente su prioridad era reparar los muros y construir las defensas de la ciudad, incluso antes de intentar reconstruir los templos. Temístocles en particular es considerado como el constructor del muro norte de la Acrópolis que incorpora los escombros de los templos destruidos, mientras que Cimon está asociado con la construcción posterior del muro sur.
El Muro de Temístocles fue construido después de la guerra con Persia para defenderse contra una nueva invasión. Mucha de la construcción fue realizada por medio de la spolia de los restos de las destrucciones del conflicto anterior. 

El Partenón fue reconstruido mucho más tarde, después de que transcurrieron más de 30 años, por Pericles, posiblemente debido a la paz de Calias, que permitió argumentar la caducidad del voto de que los Templos destruidos por los aqueménidas no deberían ser reconstruidos 

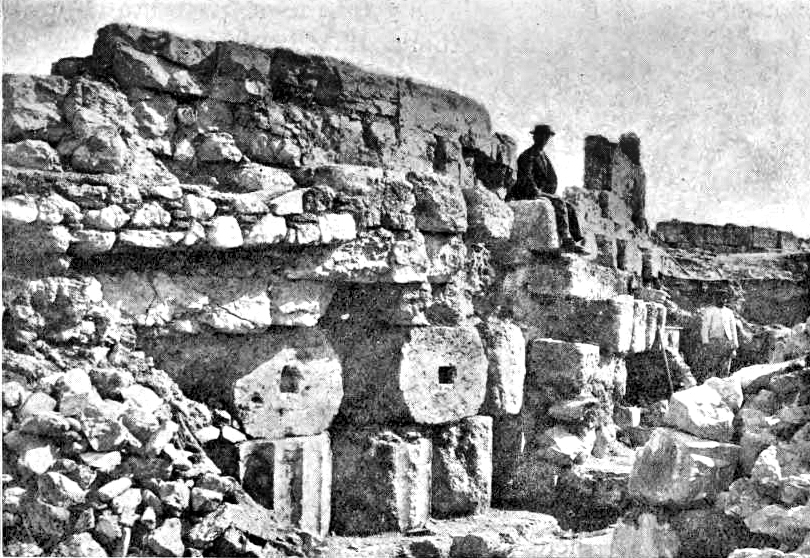
Restos arquitectónicos del Antiguo templo de Atenea construido en la pared norte de la Acrópolis por Temístocles.
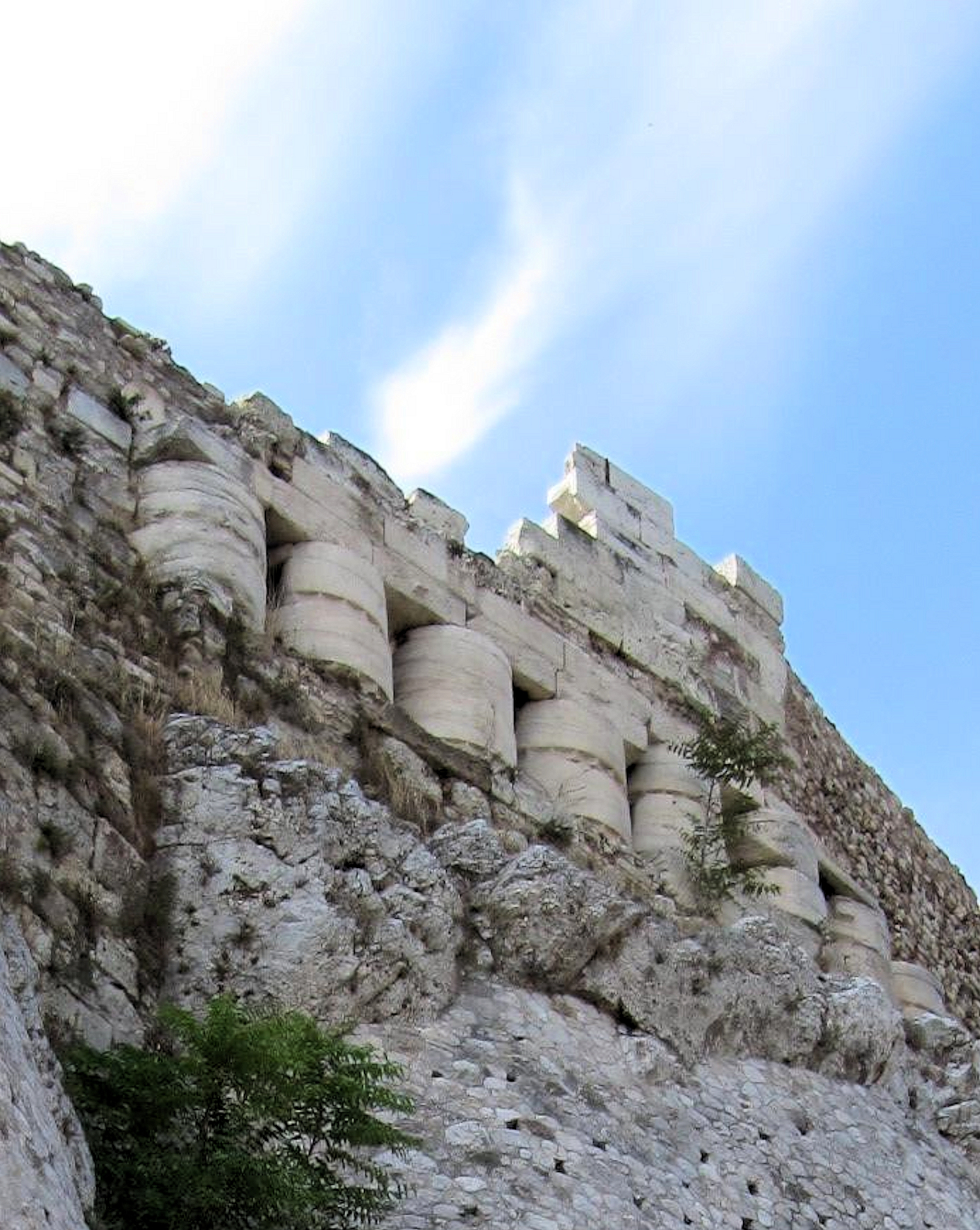
Tambores de columna del Hecatompedón (antiguo Partenón), reutilizados en el muro norte de la Acrópolis.
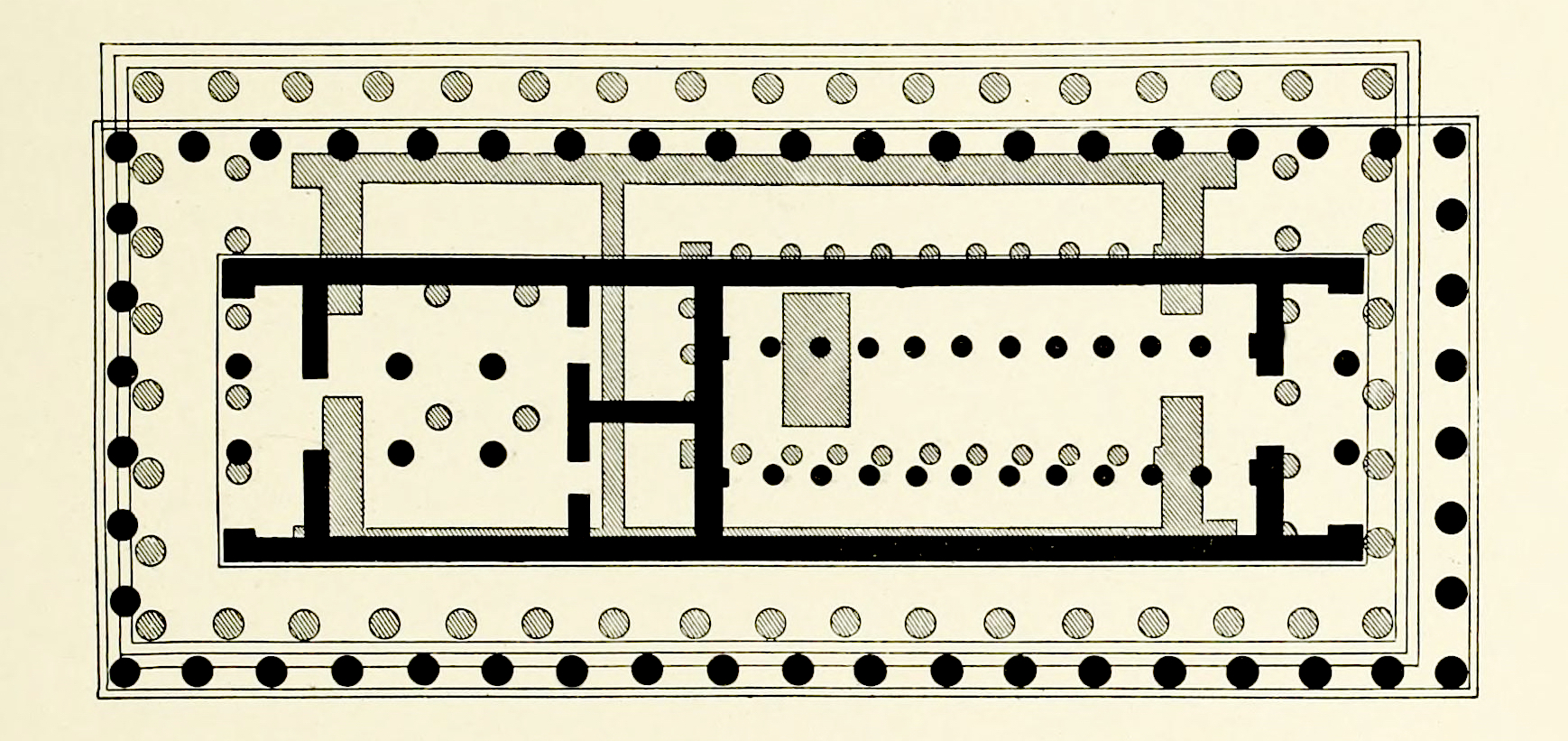
El Partenón antiguo (en negro) fue destruido por los aqueménidas. El Partenón que llegó hasta nuestros días fue reconstruido por Pericles en 438 a. C. (en gris).
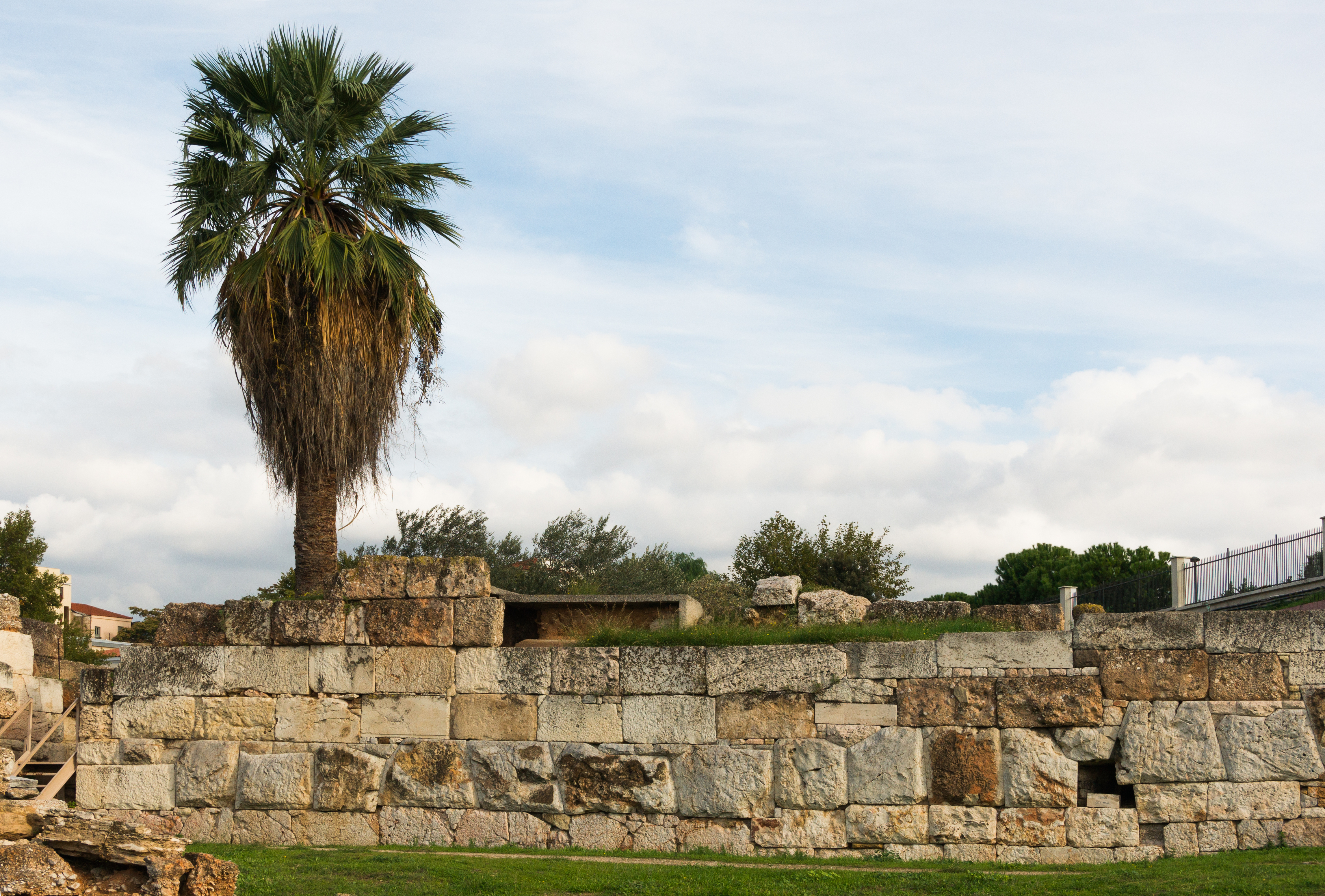
Ruinas del Muro de Temístocles.

## Represalias por la destrucción

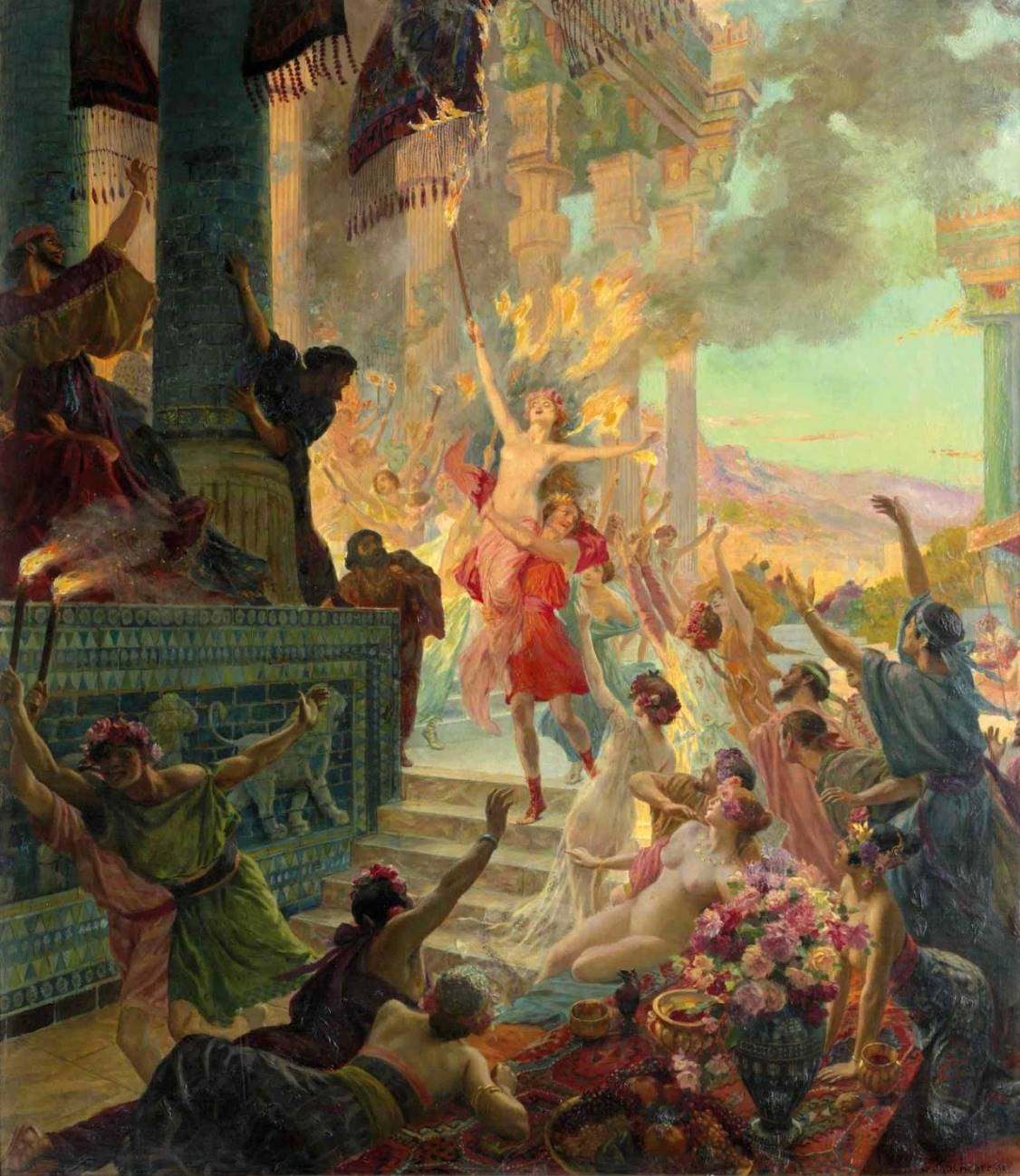
Alejandro Magno levantando a Tais sosteniendo una antorcha, en "La quema de Persépolis" (L'incendie de Persépolis), Georges Rochegrosse, 1890.

En 330 a. C., Alejandro Magno incendió el palacio de Persépolis, la residencia principal de la derrotada dinastía aqueménida, después de una fiesta e instigado por la cortesana Tais. Según Plutarco y Diodoro Sículo, esto pretendía ser una retribución por la quema por parte de Jerjes I del antiguo Templo de Atenea en la Acrópolis de Atenas en 480 a. C. durante las guerras médicas. 

Y entonces, una de las mujeres presentes, llamada Tais y ática de nacimiento, dijo que para Alejandro sería la mejor de todas sus hazañas en Asia si, celebrando con ellas una fiesta con cantos y danzas, prendiera fuego al palacio, y las manos de las mujeres en un breve instante hagan invisible lo famoso de los persas. (…) esa acción correspondía sólo a Alejandro, y como el rey estuviera inflamado por las palabras, todos salieron del festín y formaron un cortejo triunfal en honor de Dioniso. Pronto se reunieron muchas antorchas. Como habían sido invitadas al banquete unas mujeres cantoras, con canto, flautas y caramillos el rey iba delante del cortejo, siendo la cortesana Tais la que dirigía la acción. Ella fue la primera, después el rey, que lanzó su antorcha encendida hacia el palacio. Como todos los demás hicieron lo mismo, de inmediato toda el área del palacio fue consumida por la magnitud de las llamas. Lo más extraordinario de todo es que el acto impío que llevó a cabo Jerjes, rey de los persas, contra la acrópolis en Atenas, fue vengado años después por una sola mujer, conciudadana de los agraviados, gracias a una broma, que a causa de los mismos desastres muchos
Diodoro Sículo (XVII.72)